# ケイト・ホーウェイ
ケイト・ホーウェイ（ハウイー、Kate Louise Howey [ˈhaʊ.i]、1973年3月31日 - ）は、イギリスの柔道選手。現役時代は70kg級の選手。身長170cm。

## 人物
ハンプシャーのアンドーヴァー出身。父親の指導の下で力を付けると、1990年の世界ジュニア66㎏級決勝で日本の阿部由記子を破って優勝した。1991年には世界選手権で3位になると、翌年の1992年バルセロナオリンピックでも3位となった。1993年の世界選手権決勝では中国の冷春慧と対戦すると、リードしながらラスト10秒ほどで逆転負けを喫して2位に終わった。1996年アトランタオリンピックでは3回戦で日本の田辺陽子に内股で敗れるなどして9位だった。1997年の世界選手権準決勝ではオリンピック金メダリストの曺敏仙に双手刈で一本勝ちをすると、その勢いで決勝もドイツのアニャ・フォン・レコフスキーを小外掛で破って優勝を果たした。1999年に地元イギリスのバーミンガムで開催された世界選手権では3位となった。2000年シドニーオリンピックでは決勝でキューバのシベリス・ベラネスに敗れて2位だった。翌年の世界選手権決勝でも日本の上野雅恵に敗れて2位に終わった。オリンピックでの優勝こそならなかったものの、世界大会では7つのメダルを獲得した。女性とは思えないほどスピーディーでパワフルな双手刈の使い手として有名な選手でもあった。引退後にイギリス柔道チームのコーチになった。また、LGBTであることを明らかにした。

## 主な戦績
- 1989年 - ベルギージュニア国際　優勝(61kg級)

66kg級での戦績
- 1989年 - ヨーロッパジュニア　優勝
- 1990年 - フランス国際　2位
- 1990年 - 世界ジュニア　優勝
- 1990年 - イギリス国際　優勝
- 1990年 - ヨーロッパ選手権　2位
- 1990年 - ヨーロッパジュニア　優勝
- 1991年 - フランス国際　5位
- 1991年 - イギリス国際　優勝
- 1991年 - ヨーロッパ選手権　2位
- 1991年 - 世界選手権　3位
- 1991年 - ヨーロッパジュニア　優勝
- 1992年 - ベルギー国際　優勝
- 1992年 - イギリス国際　3位
- 1992年 - オーストリア国際　3位
- 1992年 - バルセロナオリンピック　3位

72kg級での戦績
- 1993年 - ドイツ国際　優勝
- 1993年 - イギリス国際　3位
- 1993年 - ヨーロッパ選手権　3位
- 1993年 - 世界選手権　2位
- 1994年 - ドイツ国際　2位
- 1994年 - ベルギー国際　優勝
- 1994年 - イギリス国際　優勝
- 1994年 - ヨーロッパ選手権　3位
- 1995年 - ヨーロッパ選手権　3位
- 1995年 - 世界選手権　5位
- 1996年 - チェコ国際　3位
- 1996年 - イギリス国際　優勝
- 1996年 - ヨーロッパ選手権　5位
- 1996年 - 1996年アトランタオリンピック　9位

66kg級での戦績
- 1997年 - フランス国際　優勝
- 1997年 - ベルギー国際　優勝
- 1997年 - オランダ国際　3位
- 1997年 - イギリス国際　優勝
- 1997年 - ヨーロッパ選手権　3位
- 1997年 - 世界選手権　優勝

70kg級での戦績
- 1997年 - 福岡国際　2位
- 1998年 - フランス国際　5位
- 1998年 - ドイツ国際　3位
- 1998年 - イギリス国際　優勝
- 1998年 - ヨーロッパ選手権　3位
- 1999年 - フランス国際　3位
- 1999年 - ユニバーシアード　3位
- 1999年 - 世界選手権　3位
- 2000年 - ドイツ国際　2位
- 2000年 - イギリス国際　優勝
- 2000年 - ヨーロッパ選手権　2位
- 2000年 - シドニーオリンピック　2位
- 2001年 - フランス国際　5位
- 2001年 - 世界選手権　2位
- 2001年 - グランプリ・セビリア　2位
- 2002年 - イギリス国際　2位
- 2003年 - ロシア国際　3位
- 2003年 - イギリス国際　3位
- 2003年 - 世界選手権　5位
- 2004年 - イギリス国際　3位

(出典)。